# リレントレス・レックレス・フォーエヴァー
『リレントレス・レックレス・フォーエヴァー』（Relentless, Reckless  Forever）は、フィンランドのメロディックデスメタル・バンド、チルドレン・オブ・ボドムが2011年に発表した7作目のスタジオ・アルバム。

## 背景
過去にスレイヤー、ヘイトブリード、モンスター・マグネット等の作品を手掛けてきたマット・ハイドがプロデューサーとして参加した。「ワズ・イット・ワース・イット?」のミュージック・ビデオにはクリス・コール、ジェイミー・トーマス、トム・アスタといったスケートボーダーが参加しており、アレキシ・ライホはこの曲について「全くのパーティー・ソングさ。典型的なボドムの音じゃないけど、俺が特に気に入っている曲の一つで猛烈にヘヴィだ」と語っている。
本作のレコーディングでは、エディ・マーフィが1985年にヒットさせた曲「パーティー・オール・ザ・タイム」のカヴァーも録音された。アレキシ・ライホによれば、レコーディング・セッション当時によくかけていたパーティーCDかミックスCDに入っていた曲だったことから、誰かがカヴァーすることを提案したという。

## 反響・評価
フィンランドのアルバム・チャートではリリース当日に1万枚以上を売り上げ、自身4度目の1位を獲得。アメリカではリリースから1週間で1万1千枚近くを売り上げて、Billboard 200では42位に達し、前スタジオ・アルバム『ブラッドドランク』（2008年）に続く全米トップ50入りを果たした。また、『ビルボード』のハード・ロック・アルバム・チャートでは1位、インディペンデント・アルバム・チャートでは9位、ロック・アルバム・チャートでは11位を記録。
Greg Pratoはオールミュージックにおいて5点満点中3.5点を付け「恐らく、チルドレン・オブ・ボドムが今までリリースしてきた中で最も首尾一貫した作品」と評している。ヘヴィメタル専門のオンライン・マガジンLoudwireのスタッフが選出した「2011年のトップ10メタル・アルバム」では4位にランク・イン。

## 収録曲
特記なき楽曲はアレキシ・ライホ作。
1. ノット・マイ・フューネラル - Not My Funeral - 4:55
2. ショヴェル・ノックアウト - Shovel Knockout - 4:03
3. ラウンドトリップ・トゥ・ヘル・アンド・バック - Roundtrip to Hell and Back - 3:47
4. プッシーフット・ミス・スイサイド - Pussyfoot Miss Suicide - 4:10
5. リレントレス・レックレス・フォーエヴァー - Relentless Reckless Forever - 4:41
6. アグリー - Ugly - 4:12
イントロはDr.HOUSEからのサンプリングである[21]。
7. クライ・オブ・ザ・ニヒリスト - Cry of the Nihilist - 3:31
8. ワズ・イット・ワース・イット? - Was It Worth It? - 4:06
9. ノースポール・スローダウン - Northpole Throwdown - 2:54

### 日本盤ボーナス・トラック
1. パーティー・オール・ザ・タイム - Party All the Time - 3:00
  - 作詞・作曲：リック・ジェームス
2. エンジェルス・ドント・キル：ライヴ・アット・ブラッドストック - Angels Don't Kill (Live at Bloodstock) - 5:43
3. エヴリタイム・アイ・ダイ：ライヴ・アット・ブラッドストック - Everytime I Die (Live at Bloodstock) - 5:08

## 参加ミュージシャン
- アレキシ・ライホ - ボーカル、リードギター
- ローペ・ラトヴァラ - リズムギター
- ヤンネ・ウィルマン - キーボード
- ヘンカ・ブラックスミス - ベース
- ヤスカ・ラーチカイネン - ドラムス

アディショナル・ミュージシャン
- ジェイムズ・ポール・ルナ - ボーカル(on "Party All the Time")
- DJ Kreisipastori - キーボード・プログラミング(on "Party All the Time")